# Stade de Buraufosse
Le stade de Buraufosse est un stade de football localisé dans le quartier de Tilleur de la commune de Saint-Nicolas, à la périphérie Ouest de Liège, dans la Province de Liège en Belgique.
Il a été l’antre du Royal Tilleur Football Club de 1960 à 1995.
« Buraufosse » est situé à quelques centaines de mètres du Stade Maurice Dufrasne du Standard de Liège. 

## Histoire
Le stade est construit et inauguré en 1960 pour accueillir les rencontres du R. Tilleur FC qui évolue alors en Division 1. À cette époque, ce club est contraint de déménager, car son stade du Pont d'Ougrée (qu’il occupe depuis 1926) est démoli raison du plan d’extension des usines Cockerill.
Après 1995, Buraufosse devient le stade du RTFCL, erronément présenté comme le résultat de la fusion entre le Royal Club Liégeois (matricule 4) et de Tilleur (matricule 21). Le stade est rapidement considéré comme non conforme pour la Division 2 belge. En raison d'hésitations de ses dirigeants et des pouvoirs politiques, pour le matricule 4 commence alors une longue migration de site en site qui s’achève en 2015 avec le retour du club à quelques centaines de mètres du site où se dressait jusqu'en 1995 l’ancien Stade Vélodrome de Rocourt.
Le stade de Buraufosse reste un moment inoccupé mais est ensuite reprit par d'autres équipes locales.
En 2011, on y voit jouer le R. FC Tilleur-St-Gilles (matricule 2878). Ce club a été constitué en 2003 par la fusion de deux cercles locaux: R. CS St-Gilles (2878) et le FC Tilleur-Saint-Nicolas (9405). Ce dernier ayant été formé en 2002.
En 2014, l’équipe Premières du RFC Tilleur SG évoluait en P1 liégeoise (5e niveau) jusqu'à la fusion avec le Royal Football Club Cité Sport Grâce-Hollogne, cette même année.
Désormais, le matricule 2913 se nomme Royal Football Club Tilleur et est promue en 2018 en Division 2 amateur.

## Description
Le stade est situé dans une zone fortement bâtie et toute proche d'usines dont celle du groupe Arcelor. Les tribunes et les gradins sont bordés d’arbres.
Les deux longueurs sont bordées du côté de l’entrée principale par une tribune assises et en vis-à-vis une longue tribune debout. Ces deux éléments sont couverts.

### Sources et liens externes
- Blogue consacré au R. FC Tilleur SG avec plusieurs illustrations du stade de Buraufosse
- www.soccerway.com
- (nl) Blogue de passionnés de stades